# Бунтарі (телесеріал, 2022)
Бунтарі (ісп. Rebelde) — мексиканський підлітковий драматичний телесеріал, заснований на однойменній мексиканській теленовелі та аргентинській теленовелі «Буремний шлях» режисера Сантьяго Лімона. Прем'єра серіалу відбулася на Netflix 5 січня 2022 року.
9 січня 2022 року Netflix оголосив про продовження серіалу на другий сезон.

## Актори та персонажі
- Азул Гуайта[6] — Яна Гандіа Коен
- Серхіо Майєр Морі[6] — Естебан
- Андреа Чапарро[6] — MJ
- Джеронімо Кантільо[6] — Діксон
- Франко Мазіні[6] — Лука Колуччі
- Лізет Селен[6] — Енді
- Алехандро Пуенте[en][6] — Себастьян Лангаріка-Фунтанет
- Джованна Гріджіо[6] — Емілія
- Естефанія Вільярреал[en] — директор Селіна Феррер[7]
- Карла Коссіо[en] — Пілар Гандія[8]
- Леонардо де Лосанне[en] — Марсело Колуччі[9]
- Карла Софія Гаскон — Лурд[9]
- Памела Альманса — Аніта[10]
- Домініка Палета[en] — Марина де Лангаріка

## Виробництво

### Розробка
1 березня 2021 року стало відомо, що Netflix розпочав виробництво Бунтарів у Мехіко.

### Конфлікти
У травні 2021 року актор Серхіо Майєр вибачився перед акторським складом і своїми фанатами після своїх суперечливих заяв, у яких він визнав, що ненавидить гурт RBD, проект, до якого він залучений.

## Маркетинг
22 вересня 2021 року Netflix показав перший офіційний постер. 25 вересня 2021 року Netflix оприлюднив перший тизер. 9 листопада був опублікований перший тизер-трейлер. 7 грудня вийшов офіційний трейлер.